# كاثرين جيم ثورنتون
كاثرين جيم ثورنتون (بالإنجليزية: Kathryn C. Thornton)‏ (و. 1952 – م) هي رائدة فضاء، وفيزيائية، وأستاذة جامعية من الولايات المتحدة الأمريكية . ولدت في مونتغومري، ألاباما .

## ريادة الفضاء
شاركت في المهمات الفضائية:
- STS-33[4]
- STS-61[4]
- STS-49[4]
- STS-73.[4]

## التعليم
تعلمت في جامعة أوبرن، وجامعة فرجينيا